# 1249 Rutherfordia
1249 Rutherfordia је астероид главног астероидног појаса са пречником од приближно 12,41 .
Афел астероида је на удаљености од 2,395 астрономских јединица (АЈ) од Сунца, а перихел на 2,053 АЈ.
Ексцентрицитет орбите износи 0,076, инклинација (нагиб) орбите у односу на раван еклиптике 4,870 степени, а орбитални период износи 1211,803 дана (3,317 године).
Апсолутна магнитуда астероида је 11,54 а геометријски албедо 0,277.
Астероид је откривен 4. новембра 1932. године.